# Катастрофа C-46 на озере Бэр
Катастрофа C-46 на озере Бэр — авиационная катастрофа, произошедшая в ночь на среду 7 января 1953 года в округе Бэр-Лейк (штат Айдахо). Curtiss-Wright C-46F Commando авиакомпании Associated Air Transport выполнял пассажирский рейс из Сиэтла (штат Вашингтон) в Шайенн (штат Вайоминг), но при пролёте близ озера Бэр неожиданно потерял высоту и врезался в гору. Жертвами этой авиакатастрофы стали 40 человек, что делает её по масштабам крупнейшей в штате Айдахо.

## Самолёт
Curtiss-Wright C-46F Commando с регистрационным номером N1648M (заводской — 22395, серийный — CU2504) в августе 1949 года поступил сперва в авиакомпанию Seaboard & Western Airlines, где эксплуатировался до ноября 1952 года, после чего был продан, возможно, авиакомпании Associated Air Transport. Был оснащён двумя поршневыми двигателями Pratt & Whitney R-2800, каждый из которых имел наработку 673 часа 33 минуты от момента выпуска. Общая наработка борта N1648M на 31 декабря 1952 года составляла 1941 час 37 минут.

## Экипаж
Экипаж самолёта состоял из двух пилотов и одной стюардессы:
- Командир воздушного судна — 28-летний Лоуренс Б. Кроуфорд (англ. Lawrence B. Crawford). В авиакомпании Associated Air Transport с 1 августа 1952 года. Имел общий налёт 4960 часов, в том числе 1055 часов на C-46.
- Второй пилот — 32-летний Максвелл Ф. Перкинс (англ. Maxwell F. Perkins). В авиакомпании Associated Air Transport с 20 октября 1952 года. Имел общий налёт 3584 часа, в том числе 1445 часов на C-46.
- Стюардесса — Дороти Мари Дэвис (англ. Dorothy Marie Davis). В авиакомпании Associated Air Transport с 1 января 1953 года и для неё это был первый полёт в должности.

## Катастрофа
Борт N1648M был зафрахтован Министерством обороны и должен был выполнять рейс AAT-166A из Сиэтла (штат Вашингтон) в Форт-Джексон (штат Южная Каролина) с первой промежуточной посадкой в Шайенне (штат Вайоминг). Пассажирами была группа из 37 военных — ветеранов Корейской войны, которые теперь возвращались домой; экипаж состоял из трёх человек. При обслуживании в аэропорту Боинг дополнительно залили 738 галлонов топлива и 20 галлонов масла, благодаря чему общий объём топлива и масла на борту теперь составлял 1020 и 60 галлонов соответственно. Общий вес самолёта был равен 45 401 фунт (20 594 кг), при максимальном допустимом 45 000 фунтов (20 412 кг), хотя центровка при этом не выходила за установленные ограничения.
Согласно выданному в аэропорту Боинг плану полёта, на маршруте ожидалась переменная облачность с оценочной верхней границей 12 000 футов (3700 м), а над Шайенном — отдельные облака с верхней границей 15 000 футов (4600 м), видимость свыше 15 миль (24 км). Также в прогнозе погоды было указано об осадках и обледенении в облаках в зоне от 6000 футов (1800 м) до 10 000—14 000 футов (3000—4300 м). Экипаж подал план на полёт по приборам от Сиэтла до Шайенна на эшелоне 13 000 футов (4000 м) и с приборной скоростью 200 миль/ч (320 км/ч) по воздушным коридорам «Green 2», «Blue 12», «Blue 32», «Red 1» и «Green 3». Диспетчер этот план утвердил. Расчётная продолжительность полёта была примерно 5 часов, а запас топлива составлял на 6 часов 40 минут полёта; запасным аэродромом был Денвер (штат Колорадо).
В 00:50 рейс 166A выполнил взлёт и вскоре занял предписанный эшелон 13 000 футов. Полёт проходил вполне нормально и экипаж делал необходимые доклады о прохождении контрольных точек. Последним радиосообщением с борта N1648M стал доклад о прохождении Малед-Сити (штат Айдахо) в 03:58 на высоте 13 000 футов и расчётном достижении Рок-Спрингса в 04:45. Больше экипаж уже на связь не выходил. Все попытки диспетчеров и экипажей других самолётов установить связь с рейсом 166A также оказались безуспешными, поэтому были начаты поиски, в ходе которых были задействованы и военно-воздушные силы. В основном поиски велись на юго-востоке штата Айдахо в районе озера Бэр. Местность в этом районе была покрыта слоем снега толщиной до 12 дюймов (30,4800000 см), а также в эти дни шёл снегопад, значительно осложнявший поиски.
Через пять дней, 12 января в округе Бэр-Лейк гражданским поисковым самолётом были обнаружены обломки. К этому месту на парашютах были сброшены два военных парамедика, которые после изучения места происшествия подтвердили, что найденные обломки принадлежат борту N1648M, а все летевшие в нём погибли. Как впоследствии было установлено, летящий в темноте по курсу 340° и на фактической высоте 8545 футов (2605 м) над уровнем моря «Кертисс» пролетал над простирающимся с запада на восток горным хребтом Уосатч высотой 8500 футов (2600 м), когда врезался в небольшую сосну на южном склоне хребта. Затем через 377 футов (115 м) лайнер столкнулся с ещё двумя соснами, при этом были сломаны лопасти воздушных винтов. Начав терять высоту, борт N1648M ещё через 242 фута (74 м) столкнулся с ещё одной сосной и начал разрушаться. Под углом примерно 50° самолёт стал врезаться в лес на северном склоне, после чего у самого основания склона упал в ущелье глубиной 93 фута (28 м). Хвост при ударе оторвало, а авиалайнер, развернувшись на курс 034°, промчался дальше ещё 200 футов (61 м); некоторые обломки были найдены на удалении 340 футов (100 м). Обломки разбросало на площади шириной примерно 400 футов (120 м) и простирающейся на 1540 футов (470 м) к северу от точки первого удара.
Катастрофа произошла в 04:12 (согласно найденным остановившимся часам) в точке с координатами 42°04′ с. ш. 111°32′ з. д., что на удалении 8 миль (13 км) к западу от Фиш-Хэвена. На настоящее время (2015 год) по числу жертв (40 человек) эта авиакатастрофа является крупнейшей в штате Айдахо.

## Расследование
13 января к месту катастрофы вышел военный поисковый отряд, а 14 января — комиссия от Совета по гражданской авиации. Восстановление обломков и поиск тел погибших на месте катастрофы продолжались до 20 января. На этот период район был оцеплен военными. Уже первые прибывшие к месту происшествия обнаружили полоску твёрдого льда на переднем крае противообледенительного башмака крыла. Эта ледовая полоса шла параллельно передней кромке, была длиной 3 фута (0,91 м), шириной примерно 1½ дюйма (4 см) и толщиной ¾ дюйма (2 см), а её края были затуплены. Больше никакого льда на обломках найдено не было.
Изучение обломков показало, что двигатели были исправны и работали в номинальном режиме в момент удара. Сама конструкция планера до момента удара была целой, то есть разрушения в воздухе не происходило. Вообще при первом столкновении с соснами самолёт летел почти горизонтально, то есть не было таких отказов, чтобы во время полёта произошла потеря управления, после чего машина бы рухнула вниз. При проверке кислородного оборудования один баллон оказался разрушен, но другой уцелел и был полностью заряжен, а значит, что экипаж ими не воспользовался. Панель управления почти полностью разрушилась, но на немногих уцелевших её фрагментах тумблеры и ручки стояли в правильном положении. Сами пилоты были достаточно опытными, хорошо знали самолёт Curtiss-Wright C-46, а по данному маршруту за последний год летали 12 раз, то есть хорошо знали рельеф этой местности, чтобы самовольно снижаться под безопасную высоту. К тому же никаких запросов с борта об изменении высоты полёта не поступало. Среди обломков был найден журнал полёта, записи в котором свидетельствовали о нормальном полёте до прохождения Малед-Сити в 03:58, а записи о прохождении контрольных точек совпадали с докладами на землю.
На маршруте полёта прогнозировалась изморозь и обледенение в облаках, а также умеренная турбулентность. Полёт при этом должен был проходить у верхней границы облаков, при этом периодически лайнер мог попадать в облака. Борт N1648M был оборудован противообледенительными башмаками для полётов в этих условиях, но из-за разрушения панели в кабине определить, была ли включена противообледенительная система, следователи не смогли. Хотя за три дня до происшествия, 4 января в Бостоне была проведена проверка противообледенительной системы самолёта, которая показала нормальную работу оборудования. Помимо этого, самолёт был оборудован противообледенительной системой лопастей воздушных винтов. 5 января, когда борт N1648M выполнял рейс из Шайенна в Сиэтл, в баках противообледенительных систем, включая системы воздушных винтов, карбюратора и ветровых стёкол, находилось в общей сложности 20 галлонов противообледенительной жидкости. Перед выполнением рокового рейса экипаж получил информацию об обледенении на маршруте полёта и должен был на земле проверить работу противообледенительной системы.
На эшелоне полёта обледенение должно было быть небольшим, а противообледенительная система вполне могла с ним справиться. Однако на обломках был найден достаточно толстый слой льда, хотя с момента происшествия к тому времени прошло уже пять дней. Экспертиза показала, что этот лёд образовался на самолёте во время полёта и не мог появиться уже на земле из-за замерзания дождевых капель, тем более что на соседних деревьях не было никаких сосулек. Также края полоски льда были затуплены, а это означало, что льда было гораздо больше, но часть его затем отделилась. То есть самолёт попал в зону сильного обледенения, где противообледенительные башмаки не могли вызвать отделение накопившегося льда. В результате на верхней части крыла мог образоваться слой льда, который ухудшил подъёмную силу, а также управляемость.
Хорошо известно, что обледенение может сильно изменяться при относительно небольшом изменении высоты. Поэтому, несколько снизившись, лайнер попал под воздействие сильного обледенения, в котором и началось быстрое образование льда на крыльях. К тому же при пролёте в районе озера Бэр самолёт оказался над горной местностью, где вершины имели высоты 8000—9000 футов (2400—2700 м). В это время дули западные ветра, которые сталкиваясь с горными склонами образовывали вертикальные восходящие воздушные потоки, увлекавшие за собой влажные и неустойчивые воздушные массы, из-за чего над горами турбулентность и обледенение были уже значительно сильнее, а также наблюдался снег. К тому же восходящие потоки были у западных склонов, а к востоку от хребта наоборот образовывались нисходящие воздушные потоки. Подходя к хребту с востока на меньшей высоте, борт N1648M попал в один из таких нисходящих воздушных потоков и это привело к дальнейшей потере высоты, из-за чего лайнер попал под воздействие ещё более сильного обледенения. Из-за ухудшения лётных характеристик самолёта пилоты не могли противостоять нисходящему воздушному потоку и прекратить снижение.
Сама катастрофа произошла спустя 14 минут после доклада о прохождении Малед-Сити на высоте 13 000 футов и на удалении 42 мили (68 км). То есть на этом участке средняя скорость полёта составляла 180 миль/ч, тогда как на предыдущих она была 220—230 миль/ч. Возможно, что при попадании в зону сильной турбулентности пилоты намеренно снизили скорость, так как изданные в авиакомпании РЛЭ рекомендовали в этом случае замедлиться до 140 миль/ч. Сама потеря высоты происходила достаточно быстро из-за сочетания турбулентности и обледенения. Также самолёт при этом уводило влево, из-за чего катастрофа произошла в паре миль от осевой линии воздушного коридора. Пилот самолёта, который за несколько минут до этого пролетел данный район на такой же высоте 13 000 футов и также в восточном направлении, позже рассказал, что прошёл над зоной сильной турбулентности и обледенения, поднявшись лишь до 13 500 футов (4100 м).
Но экипаж рейса 166A не стал запрашивать более высокий эшелон, чтобы пройти над опасной зоной. Более того, почему-то самолёт летел чуть ниже, из-за чего и попал под воздействие сильного обледенения, а после и турбулентности, тогда как на высоте 13 000 футов (4000 м) обледенение не было ещё столь сильным. Версия, что самолёт был перегружен, не состоятельна, так как хотя при вылете и имелся перегруз в 401 фунт (182 кг), но к моменту происшествия лайнер полегчал примерно на 3000 фунтов (1400 кг). До Шайенна оставалось ещё несколько сотен миль, то есть слишком далеко, чтобы начинать снижение к аэродрому. Следователи так и не смогли определить, почему экипаж не стал запрашивать более высокий эшелон, а вместо этого самолёт, наоборот, несколько снизился.

## Причины
1. Авиакомпания, самолёт и экипаж имели необходимые сертификаты.
2. У командира и второго пилота была достаточная продолжительность отдыха в Сиэтле.
3. Полёт проходил нормально до Малед-Сити — последней точки получения отчёта от экипажа.
4. Пилоты докладывали о прохождении Малед-Сити на установленной высоте 13 000 футов (4000 м).
5. На крейсерской высоте наблюдались умеренная турбулентность и лёгкое обледенение, тогда как на более низких высотах турбулентность была от умеренной до сильной, а обледенение — от умеренного до сильного.
6. Обнаруженный на крыле лёд образовался во время полёта.
7. Экипаж перед вылетом из Сиэтла получил достаточный объём информации от Бюро погоды о погоде на маршруте.
8. Все основные части самолёта были определены, а экспертиза показала, что до столкновения с деревьями на борту не было никаких неисправностей, отказов или пожара.
9. Оба двигателя в момент удара развивали нормальную мощность.
10. Все навигационные средства на маршруте работали нормально.
11. Происшествие случилось в воздушном коридоре и чуть левее курса.

Причиной катастрофы было названо непреднамеренное снижение в зоне турбулентности и обледенения, сочетание которых сделало невозможным подняться выше безопасной высоты.

## Память
23 сентября 1967 года на месте происшествия была установлена каменная стела в память о жертвах катастрофы борта N1648M.

### Комментарии
1. ↑  В отчёте рейс указан как 1-6-6A
2. ↑  Здесь и далее указано Горное время (MST)